# Základní souřadnicové výpočty (geodézie)
Základní souřadnicové výpočty v geodézii nejčastěji označují výpočet směrníku, délky strany a rajónu. Pomocí těchto základních výpočtů lze dále provádět výpočty složitější. Na území České republiky se v civilním sektoru závazně používá souřadnicový systém S-JTSK, jehož osa x směřuje na jih a osa y na západ. Tato orientace os bude použita i při následujících výpočtech. Při zápisu souřadnic S-JTSK je zvykem zapisovat hodnoty v metrech od počátku v pořadí (y; x).

## Směrník
Směrník se označuje řeckým písmenem σ (sigma) a dolním indexem bodů mezi kterými se nachází. Takže σA,B je směrník vedoucí z bodu A do bodu B.
Směrník σA,B strany AB je úhel, který svírá rovnoběžka s osou x ve směru chodu hodinových ručiček se stranou AB.

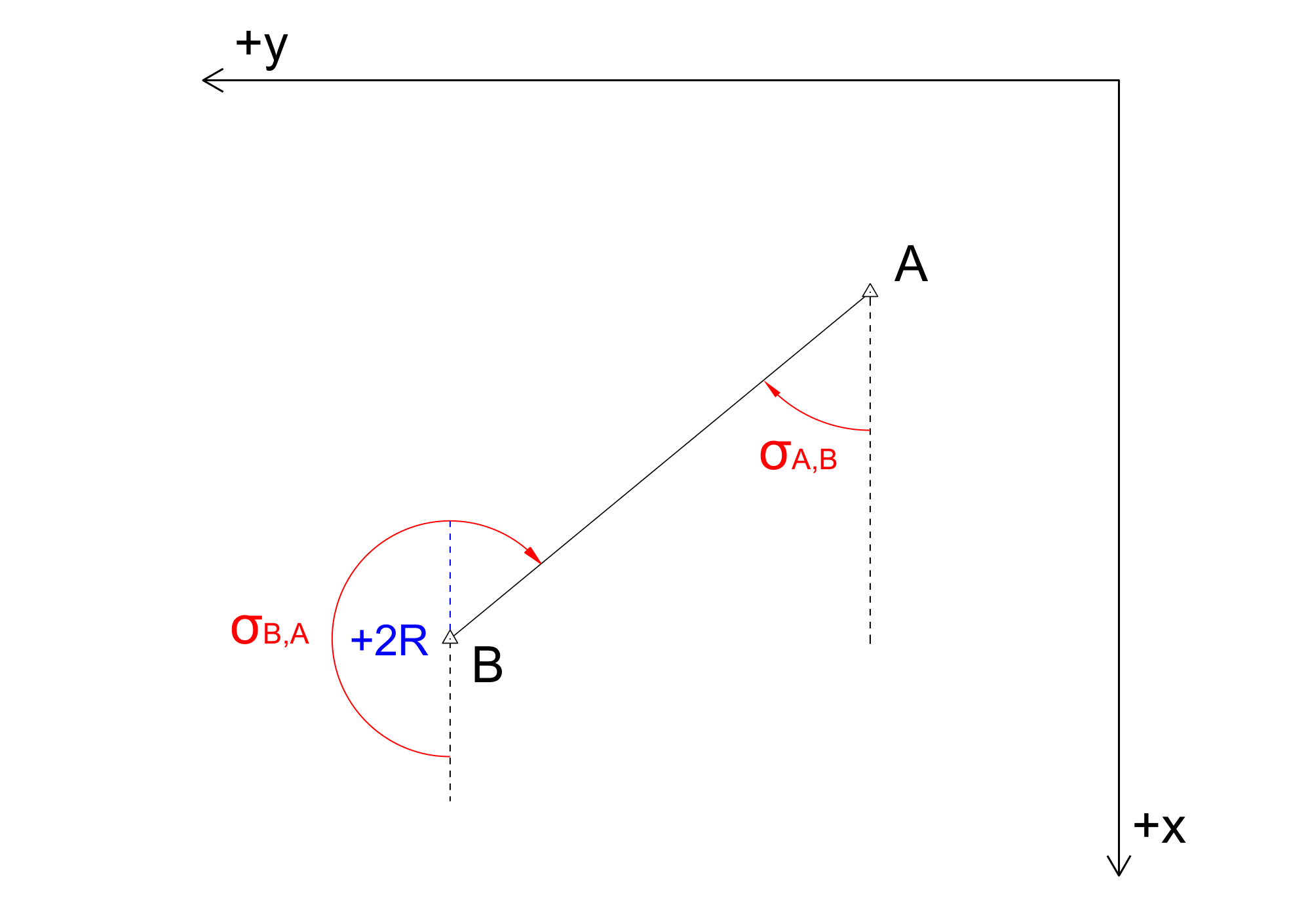
Poloha obou směrníků strany AB, modrá barva ukazuje rozdíl 2R

Opačný směrník σB,A vycházející z bodu B má oproti σA,B rozdíl 2R (180°) nebo v geodézii běžnějších 200g (gradů). Tudíž platí vztah: σA,B = σB,A ± 2R. To jestli 2R přičítat nebo odečítat je závislé na tom, aby výsledek dával smysl tzn. musí ležet v rozmezí 0 - 360°.

### Výpočet směrníku
Pro výpočty směrníků je nutné zavést pojem souřadnicový rozdíl. Jedná se vlastně o vzdálenost mezi body A a B na souřadnicových osách. Na ose y mezi body AB se značí ΔyA,B a na ose x pak ΔxA,B. Vypočte se jako ΔyA,B = yB - yA. Je potřeba pamatovat na to, že indexy jsou na pravé straně rovnice opačně než na levé.

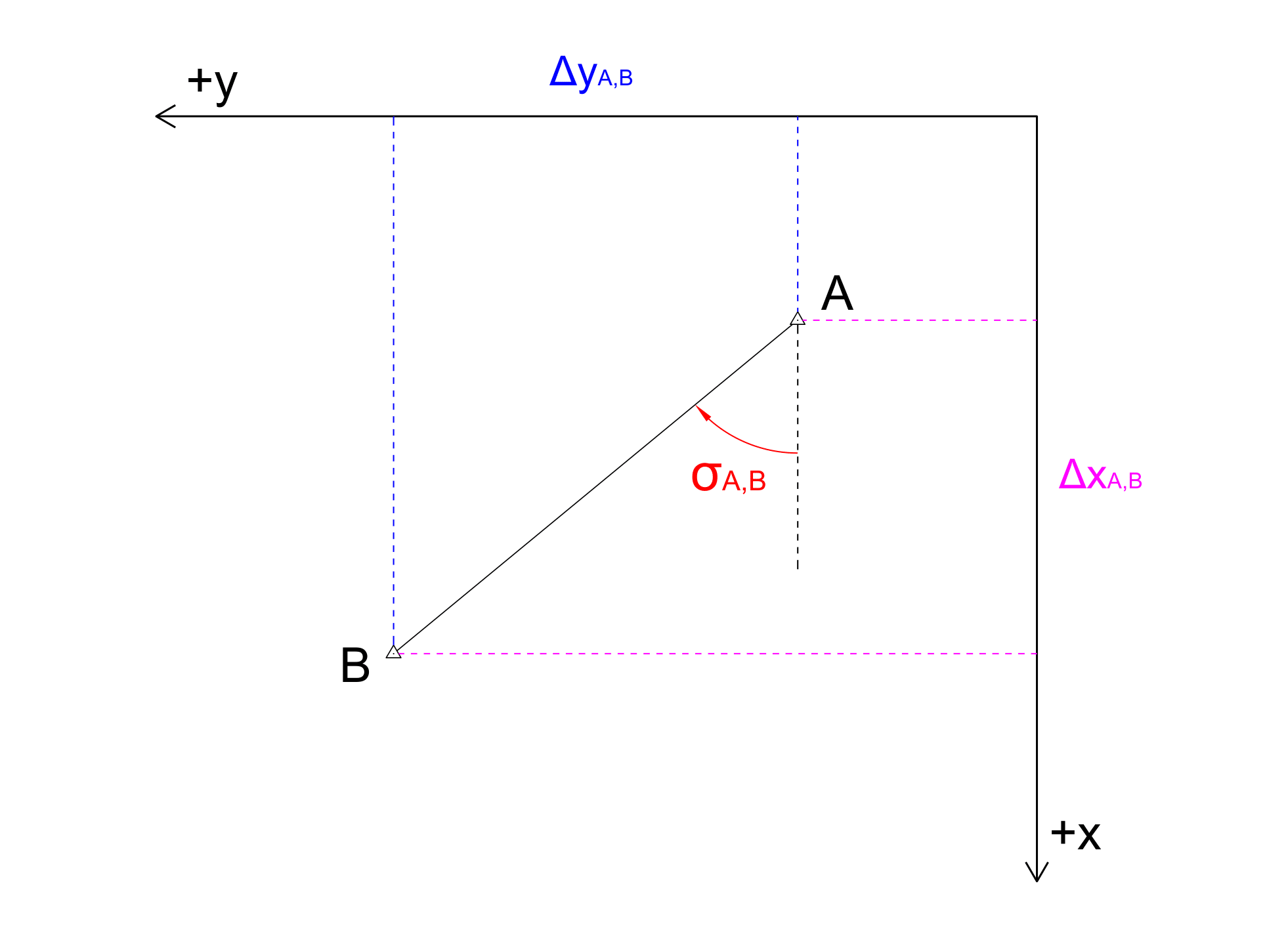
Souřadnicové rozdíly

Velikost směrníků se řídí vzájemnou polohou bodů A a B. Podle těchto poloh nastanou ve výpočtu čtyři různé situace, které nazýváme kvadranty. Nejjednodušší je výpočet v prvním kvadrantu.

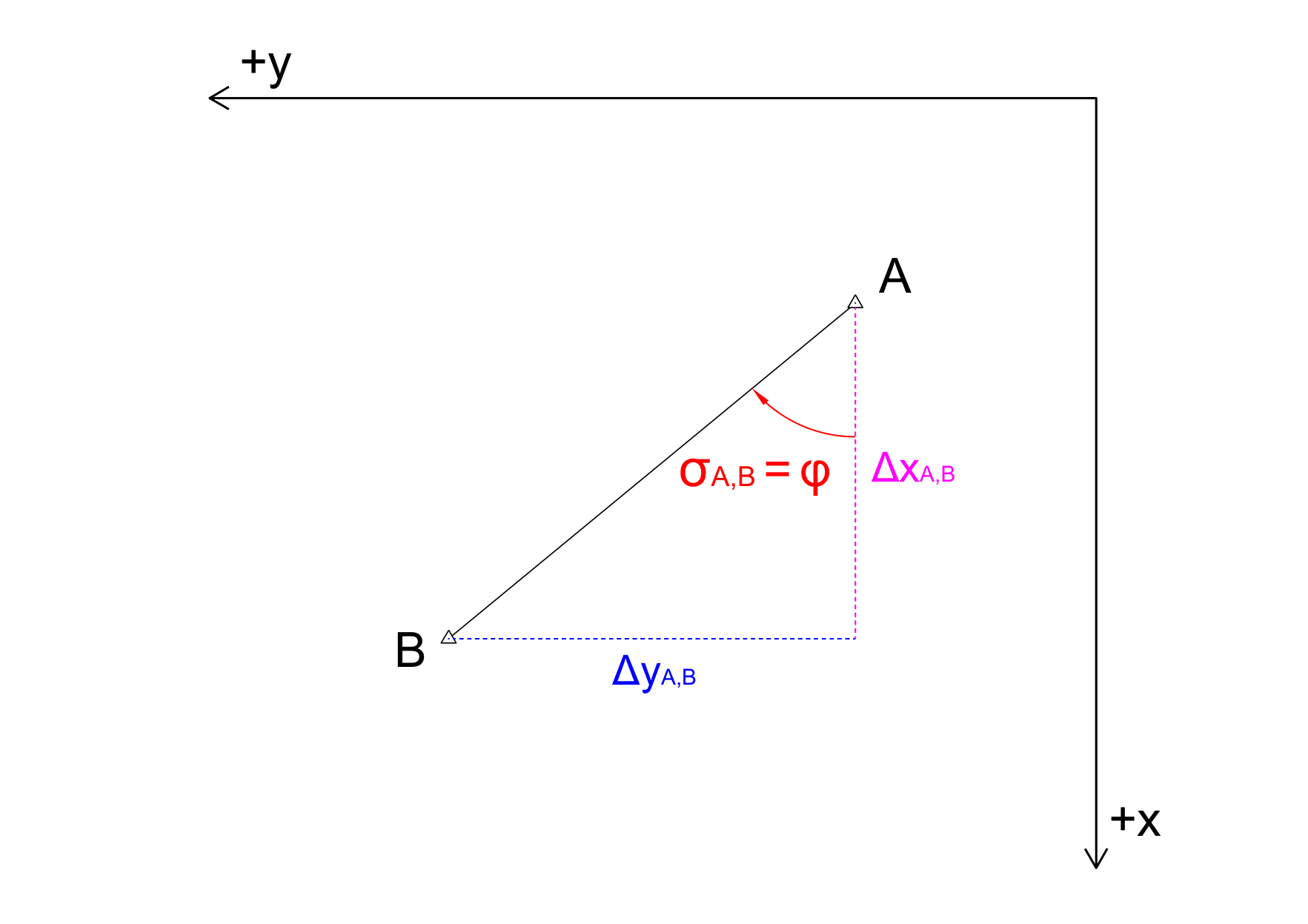
Trojúhelník pro výpočet pomocí funkce tangens

Ze souřadnicových rozdílů vznikne pravoúhlý trojúhelník, jehož přepona je právě stranou AB. Pomocí funkce tangens vypočítáme pomocný úhel φ, který je v I. kvadrantu zároveň i výsledným směrníkem σA,B. tgφ = (ΔyA,B)/(ΔxA,B)
To v jakém kvadrantu se daný směrník nachází určuje znaménko u souřadnicových rozdílů. Jsou-li oba souřadnicové rozdíly Δy a Δx kladné, jedná se o I. kvadrant. Bude-li však souřadnicový rozdíl Δy kladný a Δx záporný (tzn. že bod B je na ose x blíže počátku než bod A), tak se jedná o II. kvadrant. Směrník ve II. kvadrantu získáme tak, že ze souřadnicových rozdílů opět vypočteme pomocný úhel φ a ten následně odečteme od 2R (180°) viz obrázek.
Pro rozeznání kvadrantů se používá následující tabulka:

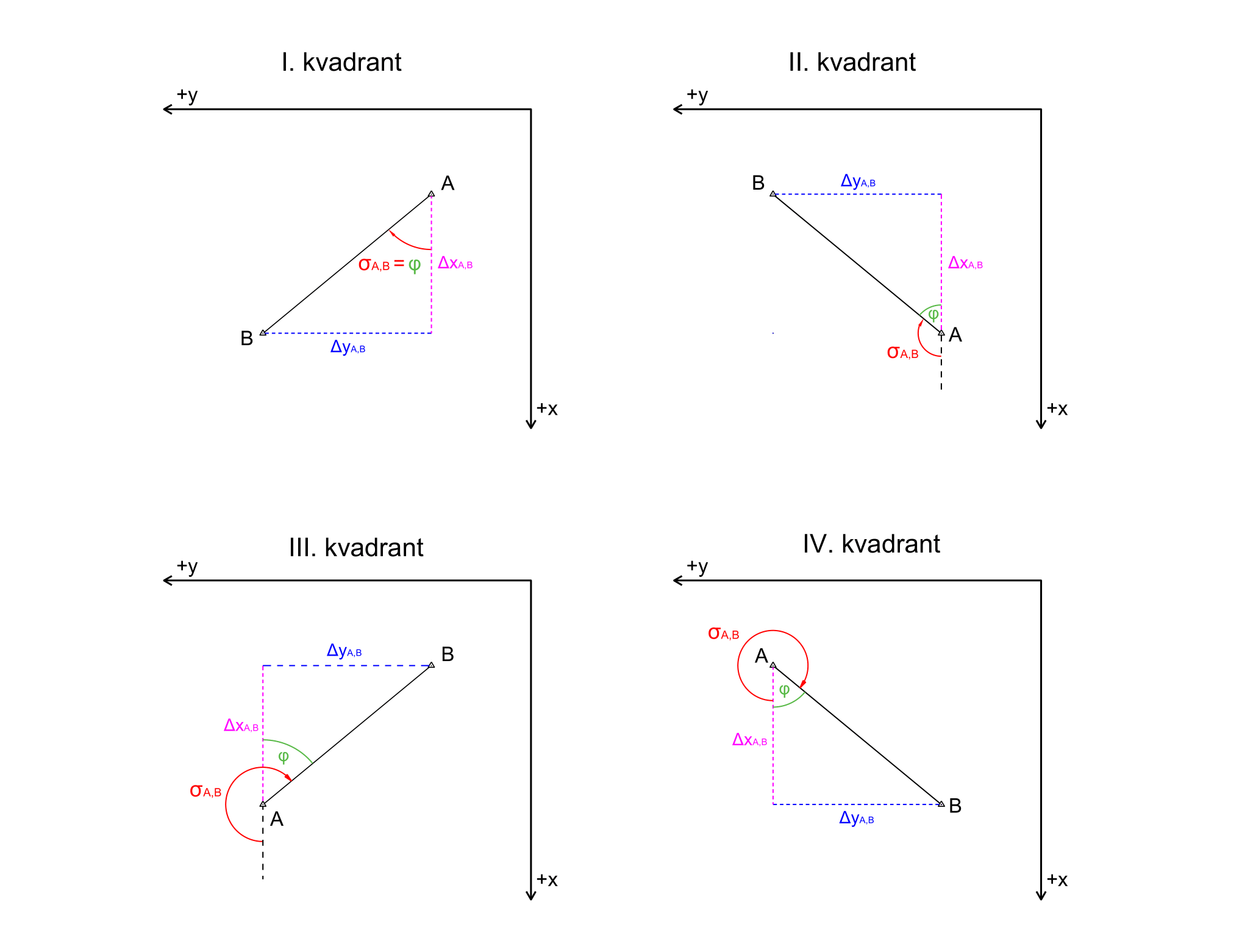
Polohy směrníků ve všech kvadrantech, zeleně vyznačen pomocný úhel φ

| Δy/Δx | Kvadrant | Dopočet směrníku  |
| ----- | -------- | ----------------- |
| +/+   | I.       | σA,B = φ          |
| +/-   | II.      | σA,B = 2R - \|φ\| |
| -/-   | III.     | σA,B = 2R + \|φ\| |
| -/+   | IV.      | σA,B = 4R - \|φ\| |

## Délka strany
Určením délky strany rozumíme výpočet vzdálenosti mezi dvěma body o známých souřadnicích (y; x).
Výpočet provádíme v pravoúhlém trojúhelníku pomocí Pythagorovy věty. SA,B = √(ΔyA,B2 + ΔyA,B2).

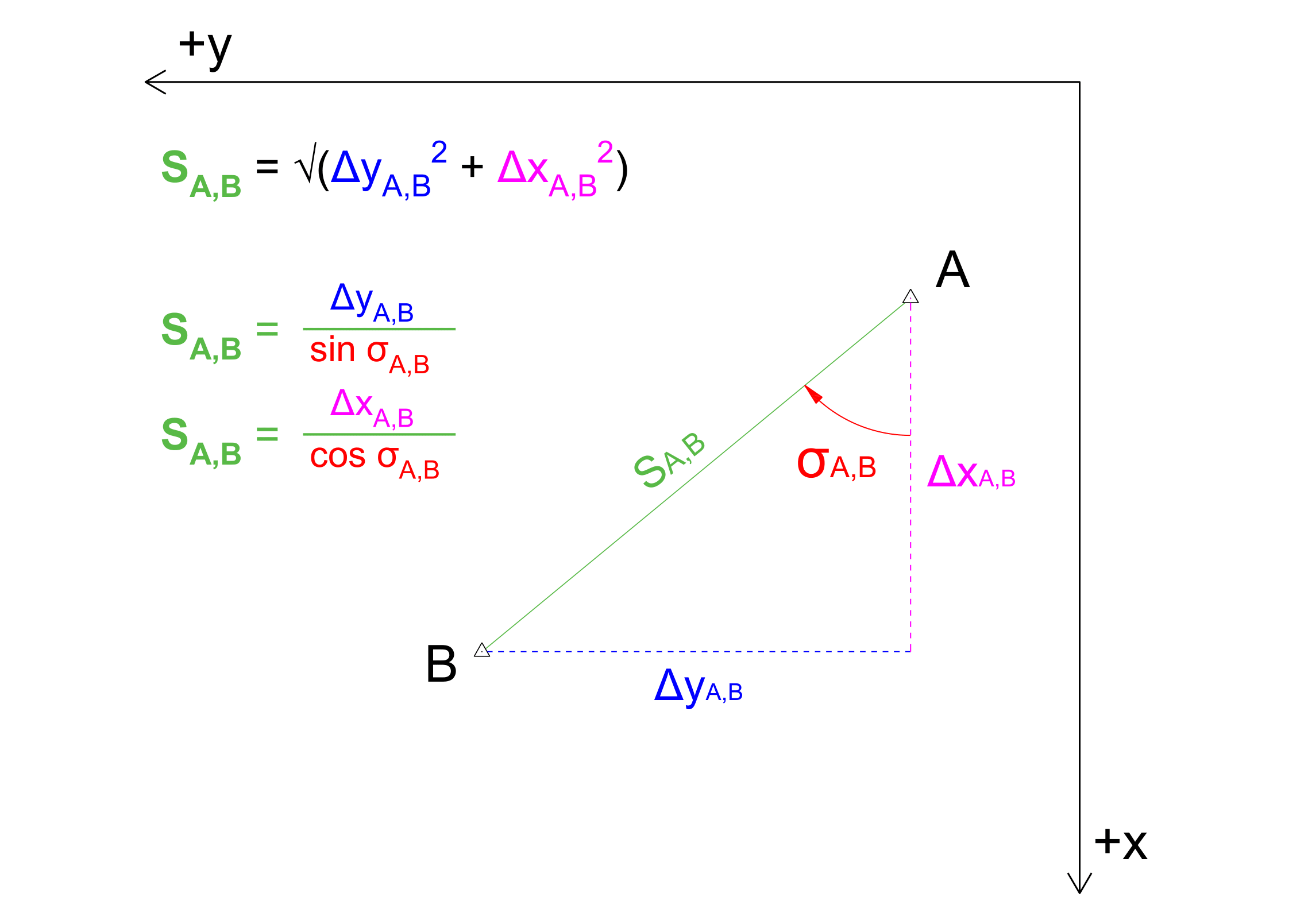
Délka strany s výpočetními vztahy

Další méně používaný způsob výpočtu lze provést pomocí známého směrníku: SA,B = ΔyA,B / sin σA,B nebo SA,B = ΔxA,B / cos σA,B. Někdy může nastat případ, že se tyto dva výsledky budou mírně lišit, v tomto případě se za správnou hodnotu považuje ta, která byla vypočtena z většího souřadnicového rozdílu.

## Rajón
Výpočtem rajónu označujeme úlohu, ve které určujeme souřadnice nového bodu K, který je koncovým bodem strany dané souřadnicemi počátečního bodu, směrníkem a délkou této strany. Rajón je hojně využíván při složitějších výpočtech např. polygonových pořadů nebo protínání vpřed.

### Výpočet se známým směrníkem

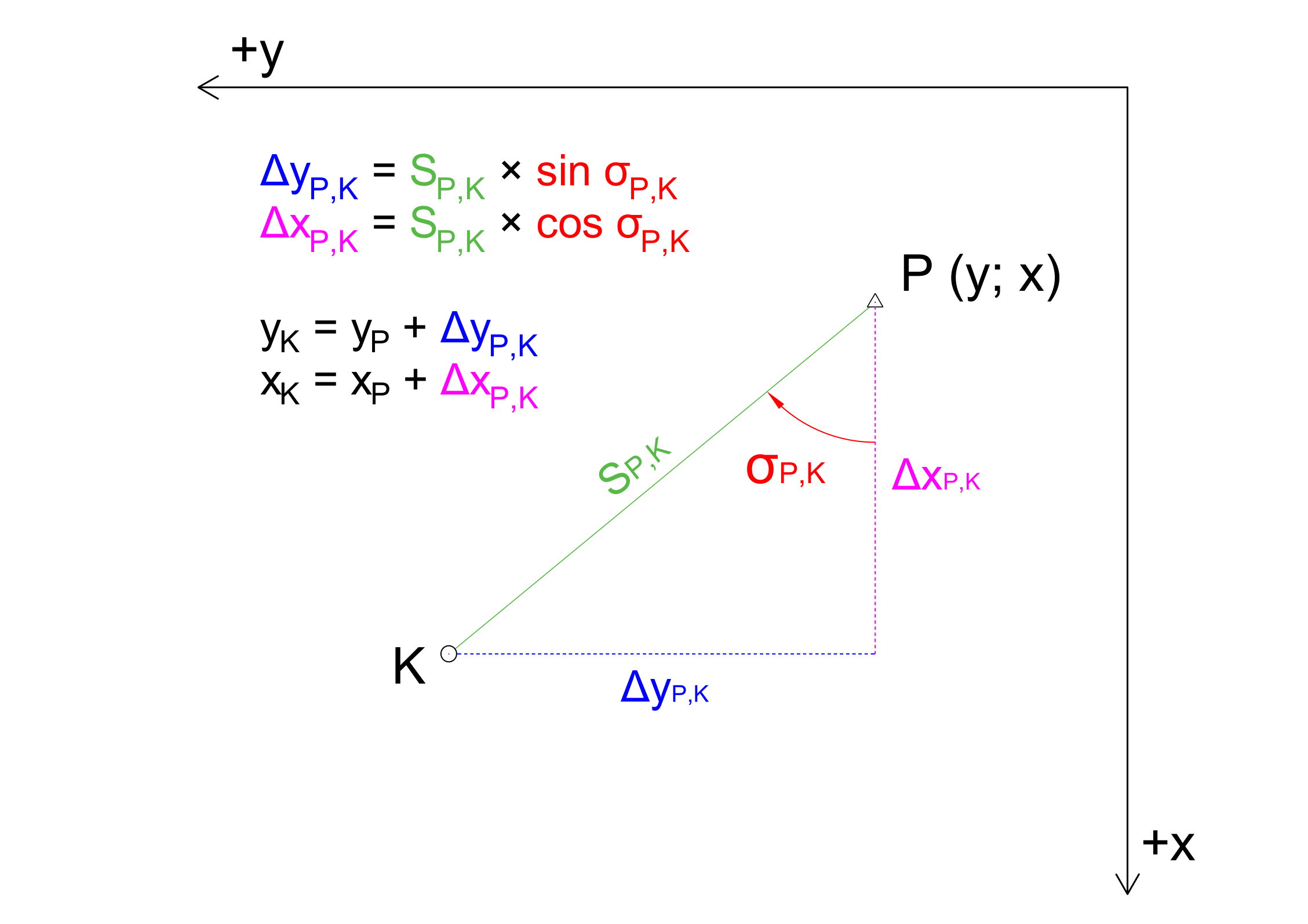
Výpočet rajónu ze směrníku a délky s výpočetními vztahy

Výpočet rajónu je vlastně opakem k výpočtu směrníku. Známe souřadnice bodu P z něj směrník na určovaný bod K neboli σP,K a délku strany na bod K neboli SP,K. Takže z následujícího vztahu můžeme vypočítat souřadnicové rozdíly: ΔyP,K = SP,K × sin σP,K a také  ΔxP,K = SP,K × cos σP,K. Připočteme-li souřadnicové rozdíly k souřadnicím počátečního bodu P, získáme souřadnice nově určovaného bodu K.

### Výpočet potřebného směrníku
V praxi však většinou směrník na zjišťovaný bod není znám. A proto jeho velikost musíme zjistit výpočty a měřením v terénu.
Pro zjištění směrníku potřebujeme minimálně 2 body o známých souřadnicích, viz obrázek. Bod P se nazývá stanovisko a bod Q je orientace. Nejprve tedy vypočteme směrník σP,Q a poté k němu připočteme úhel ω, čímž získáme potřebný směrník σP,K. Úhel ω obvykle musíme změřit v terénu pomocí teodolitu nebo totální stanice. Potom už opakujeme stejný postup výpočtu jako v prvním případě tzn. dosazení do rajónových rovnic.
Rajónové rovnice: yK = yP + SP,K × sin σP,K a také xK = xP + SP,K × cos σP,K

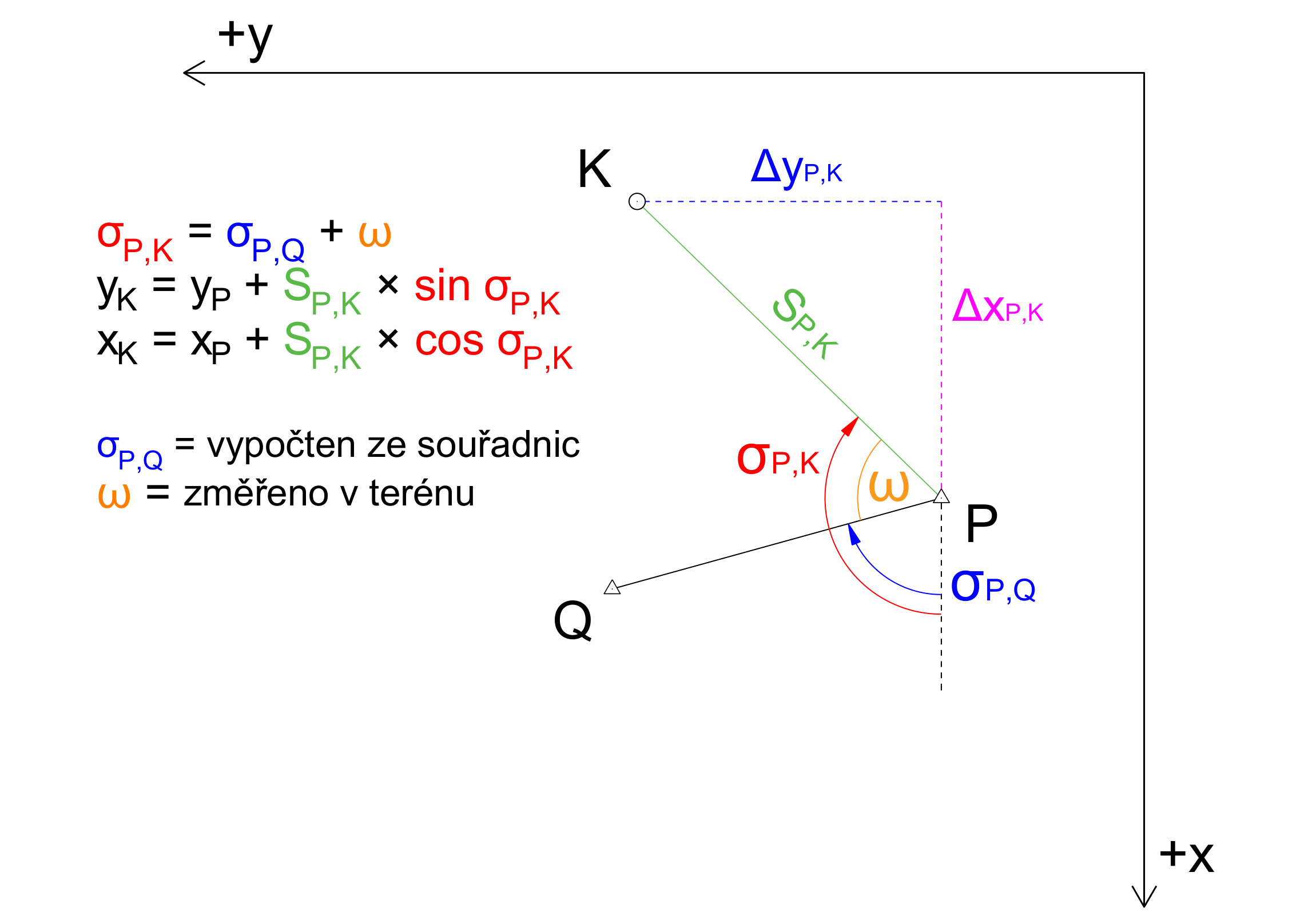
Výpočet rajónu a potřebného směrníku s výpočetními vztahy